# 武成王 (箕子朝鮮)
武成王（ぶせいおう、または平、? - 紀元前722年）は、第17代箕子朝鮮王。王在位期間は、紀元前748年 - 紀元前722年。諡は武成王。諱は平。王位は貞敬王（闕）が継承。